# Іван Іванович (син Івана Грозного)
Іва́н Іва́нович (3 березня 1554 — 19 листопада 1581) — другий син Івана IV Васильовича (Грозного), царевич та 3-й московський цар (1563 — 1575, фактично — до 1572). Замість царя спочатку правила Боярська рада Захар'їних-Юр'євих, останні три роки — воєвода Симеон Бекбулатович. У 1575 р. згідно офіційній версії, його було відсторонено від влади, пострижено у ченці, а згодом — отруєно.

## Життєпис
Царевич Іван був другим (після первістка Дмитра) сином царя Івана IV Васильовича Грозного від першої дружини Анастасії Романівни Захар'їной-Юр'євой. Після його загибелі став спадкоємцем престолу. Народився 28 березня 1554 року та був охрещений митрополитом Московським і всієї Русі Афанасієм.
Традиційно вважається, що Іван Іванович всюди слідував за батьком, був присутній на прийомах іноземних послів, брав участь у військових походах. У роки опричнини навіть «іноді брав участь у розправах, здійснених за наказом царя».
Сьогодні вважається, що перший син Івана IV помер відразу ж після того, як йому присягнули в 1553 році Однак, як випливає з документів, Регентська Рада, створена при малолітньому Дмитрі, діяла, як мінімум, до 1563 року. Якщо йти цією логікою, то після раптової смерті царевича Дмитра, Іван IV ніби «несподівано одужав» і тут же влаштував над собою опіку з боку бояр. Історики вже декілька століть будують різні теорії, щоб пояснити: навіщо дорослому базилевсу треба було таке дивне опікунство Боярської Ради. Єдине пояснення цьому факту полягає в тому, що обрану Регентьську Раду, дійсно, створили, як опікунський орган. Але аж ніяк — не над дорослим Іваном IV, а над малюком Дмитром Івановичем, який насправді не помер. Йому, царю-немовляті, і принесли присягу. Від його імені опікунська рада почала правити країною.
Втім у 1563 році царевич Дмитро, якому вже близько 12 років, за цією версією, дійсно, гине. Є також підстави вважати, що його загибель була потім віднесена істориками Романових до часів Годунова. А саме, до 1591 року, як знаменита історія про трагічну «загибель царевича Димитрія в Угличі». Швидше за все, саме в Угличі він і загинув, але тільки в 1563 році, але аж ніяк не при Борисі Годунові.
За офіційною версією, саме у 1563 році була призначена «повторна присяга на вірність царю». Вважається, що це вже третя присяга государю Івану IV, що виглядає досить дивно. Втім, лише в тому випадку, якщо в цей час не правив царевич, який ось-ось мав стати повнолітнім. Після того, як Дмитра було усунуто, перший у черзі на престол — його 9-літній брат, царевич Іван. Проте для бояр на чолі з Захар'їними-Романовими нічого не змінюється: реальная влада в країні так само належить Регентській Раді.

## На престолі (1563—1575)
Всім печально відома «опричнина», яку приписують Іванові «Грозному», звісно ж, була. Але в контексті вищезазначених обставин, розв'язали її зовсім не Іван IV чи його син, царевич Іван. У жорстокій боротьбі за владу з боярами т. зв. «старих родів» Захар'їни розпочали справжній терор, «зосередивши у своїх руках управління земщиною і розпоряжаючись при дворі спадкоємця царевича Івана, їх родича по материнській лінії».
Їх супротивниками, як традиційно відомо, стала практично уся русько-«монгольська» знать Ординських династій. Спалахнула, по суті, громадянська війна між прихильниками Ординської Імперії і нового прозахідного угруповання Захар'їних-Романових, які дірвалися до влади і вже будь-що не хотіли її втрачати. Саме тоді, з відходом від реальної влади базилевса та переходом її до бояр, у Русі-Орді і починається перша Велика Смута, яку історики чомусь пересувають у часі на 35 років пізніше.
Що стосується беспосередньо царевича Івана, він мав свій невеликий двір, був вельми начитаною людиною, добре знав Священне писання, Житія святих. Зокрема, у 1579 р. він особисто написав канон св. Антонію Сийскому та переробив його Житіє. У тому ж році до Москви для проведення офіційного визнання Антонія Сийского руським святим приїжджали ігумен Антонієво-Сийського монастиря Питирим і чернець Філофей (який, мабуть, ще до Іони намагався скласти Житіє Антонія). Отримавши підтримку митрополита Антонія і новгородського архієпископа Олександра, вони звернулися до царевича Івана з проханням скласти канон на честь Антонія Сийського — цей святий, напевно, користувався особливим заступництвом царя. Проте Іван Іванович не обмежився лише складанням канону Антонію, але, грунтуючись на Житії Антонія Сийского Іони, написав авторську версію житія цього святого: «Місяця грудня о 7 день, кончина преподобного і богоноснаго батька нашого Антонія. Списано бисть це Многогрішним Іоанном русином, родом від племені варязького, коліна Августа кесаря Римськаго, в літо 7087 (1579), в царство благочестивого государя благословенню Антонія, преосвященного митрополита всея Русі, і при благовірних царевічех Івані і Феодорі Івановічех».
Царевич пише, що розпитавши про Антонія у «Самовидця», в тому числі у московських вельмож, що бачили святого при його житті, він написав йому канон. «Потім, — продовжує він, — начах писати і Житіє преподобного, имеху убо від тих преподобних принесено до мене список про Житіє його і зело убо суще в лехкості написано».
Н. Тупиков вважає Передмову до Житія досить оригінальною: царевич додав багато нових цитат зі Священного писання, у нього набагато більше, ніж у Іони, риторичних відступів. «Додавання Івана Івановича свідчать про його велику обізнанність в біблійних текстах та відмінне знання їм священної історії», — вважає він. Твір сина Івана Грозного говорить і про добре знання його автором російської агиографічної літератури і оповідних текстів: він знає житія Олексія митрополита, Олександра Свірського, Авраамія Ростовського, Зосима і Саватія Соловецьких, Патерик Києво-Печерський, Повість про Варлаама і Іоасафа. Праця царевича свідчить про високу книжкову освіченість людей з вищого класу суспільства і про те, що твори церковного жанру писалися у XVI ст. також і світськими авторами.

## Відсторонення царевича (1572—1575)
Якщо на початку правління (1563—1566) у молодого царевича взагалі не було шансів впливати на рішення своїх опекунів, то після повноліття, напевно, він (хоча б формально) вже міг втручатися в діяльність Боярської Ради. Навряд чи він робив це активно, пам'ятаючи, чим закінчили його батько та старший брат. Втім, і Захар'їни йому були не зовсім чужі: все ж таки, пряма родина по лінії мамці. Менше з тим, його втручання у громадянську війну «латинської» (прозахідної) партії Романових з православно-ординською знаттю було мінімальним — принаймні про це нічого нам не відомо. На відміну від тих самих дипломатичних прийомів та військових походів (в класичній версії — разом з батьком), у літописах про які його ім'я згадується не рідко.
З боку боярської бюрократії це було традиційне, проте ефективне рішення — відправити царя з московського двору, щоб не плутався під ногами, «кудись на війну». Він до речі, й сам був залюбки: як пише Карамзін, «страждаючи за Росію, читаючи сум також на обличчях бояр… царевич сповнений благородними намірами, прийшов до батька і вимагав, щоб той послав його з військом вигнати ворога, звільнити Псков, відновити честь Росії». Якщо припустити, що він прийшов би з пропозицією повести війська проти Баторія (щоб врятувати Псков та інші російські міста від захоплення під час Лівонської війни) не до Івана Грозного, а до бояр Захар'їних, його наміри були б, напевно, оцінені гідно.
Це було дуже доречно, бо протистояння між латинською і ординською партіями загострювалося, «опричнина», окрім масштабних репресій вже призвела до повального голоду та епідемій серед селян на більшій частині Московського царства. То ж стара ординська знать була змушена піти на прямий захват влади у Москві, відомий як руйнівний набіг кримських татар на Москву у 1572 р. Опричнинські полки Романових виявились нездатними оборонити місто. Більшість бояр втікла з міста, залишив його і цар. Микола Карамзін так описує ці події: рос. «Царь бежал!.. в Коломну, оттуда в Слободу, мимо несчастной Москвы».
Усунення клану Романових від престолу у 1572 році джерела описують, як прихід (спочатку як воєвода) у Кремль такої яскравої постаті, як казанський та касимовський хан Саїн-Булат (тат. Sainbulat, Саінбулат, ساین بولاط), більш відомого завдяки своєму хрещеному імені Симеон Бекбулатович. Цей насправді знатний ординський хан, прямий нащадок Чингізхана, швидше за все, був покликаний старо-ординською знаттю для того, щоб твердою рукою зупинити хитання московського трону Рюриковичей та остаточно навести у царстві порядок. Під його авторитетним керівництвом вирізаються бояри-запровадники опричнини, насамперед — прозахідний клан Захар'іних-Романових.
Перші три роки, перейнявшись поверненням Кремлю жорсткого упорядкування всіх територій Царства, Саїн-Булат хан не особо звертає увагу на царя, який пересиджує події в Олександрівській Слободі. Проте вже у 1575 році він відсторонює Івана Івановича від влади і сам стає Царем Московії та Великим князем всієї Русі. Звісно ж, ніякий Іван Васильович Грозний у 1576 році на трон не повертається, бо це, насправді, не маскарад. Протягом 11 місяців Саїн-Булат домагається визнання його Царем з боку Папи Римського та інших монархів. Над Симеоном Бекбулатович був здійснений обряд вінчання на царство, він головував у думі земських бояр і видавав від свого імені урядові укази та жалувані грамоти. Жив Симеон у Москві, оточений пишним двором.

### Подальша доля царя Івана
Єдине запитання, що виникає з вищезазначенного: що сталося з Іваном Івановичем. Принаймні на період до 1581 року, коли він помирає — чи то від отрути, чи то від поранення палицею (за майже офіційною версією). Згідно першій реконструкції тих подій, автором якої є історик Олександр Кас, царя було відсторонено від влади, пострижено у ченці і потім невдовзі вбито. «Не можна було залишати таку фігуру — це символ для змовників і фактор подальшої нестабільності. Закони боротьби за владу завжди суворі. Після цього, за законом, прямим спадкоємцем стає Федір Іванович (1568 р.н.). Але він ще молодий. Тож, хан Симеон Бекбулатович — це опікун до повноліття Федора Івановича, — припускає він. — У 1576 році, після умертвіння Івана Івановича, він вінчається на царство, але мабуть з обмеженнями. У рік повноліття Федора Івановича в 1584 році Симеон Бекбулатович поверне трон законному Царю». Продовжуючи цю гіпотезу, логічно припустити, що собі хан врешті решт забирає у вотчину те саме Тверське князівство, про що нам, власно, і розповідають історики. Тільки у 1584 році, а не в 1576-му. До того ж, Симеон Бекбулатович певний час цілком міг ще залишатися воєводою при московському столі.
«У той час Грозний оселився у скромній будівлі на Петрівці. У своїх посланнях Симеону цар Іван дотримувався пройнятих приниженнями формул звернень підданого до царя:„Государю великому князю Семиону Бекбулатовичю всеа Русии Иванец Васильев с своими детишками, с Ыванцом да с Федорцом, челом бьют“. Формально країна була розділена на володіння Великого князя Симеона і на „долю“ Івана», — говорить нам класична версія істориків. Її можна прийняти, але з певним застереженням: йдеться не про Івана IV Грозного, а про його сина Івана V. На користь цього свідчить, по-перше, третій шлюб Івана Івановича, який, скоріш за все, відбувся вже після відсторонення його від престолу. По друге, це вірогідність одного чи двох дітей від цього шлюбу, які могли б бути прямими нащадками престолу, але після царевича Федора. Власно кажучи, саме на цій версії наголошує Олександр Кас у своїй монографії «Будуємо послідовну версію історії 16-18 століть». Йдеться, зокрема про Дмитра Івановича, більше відомого нам як Лжедмитрій.

## Сім'я
Іван Іванович був одружений тричі. Прийнято вважати, що у 1571 р. першу дружину — Євдокію Богданівну Сабурову, що походила з давнього боярського роду — йому особисто пригледів батько, а коли вона не змогла менше ніж за рік завагітніти, то була пострижена в черниці під ім'ям Олександри, як і її тітка Соломонія. У 1574 р. дружиною царевича стала Феодосія Михайлівна, дочка рязанського сина боярського М. Т. Петрова-Соловей. Але за чотири роки її (нібито, з тієї ж самої причини) також відправили в монастир на Білоозері. Пізніше, як вказують, приєдналася до першої дружини в суздальському Покровському монастирі.
Питання, чи була пострижена перша дружина царевича Євдокія саме через бездітності, смутний: на відміну від наступної дружини, якій дали чотири роки, Євдокія була заміжня близько року, а цей період вважається недостатнім, щоб переконатися в безплідності жінки. Припускають, що незабаром після весілля невістка з якоїсь причини стала невгодна свекру (як варіант — регентам), завдяки батькам, і її заслати до монастиря, незважаючи на те, що сам царевич дружину любив.
То ж у 1580 р. Іван Іванович оженився втретє — на Олені Іванівні, доньці І. В. Шереметєва Меншого, одного з небагатьох досвідчених воєвод, уцілілих у роки опричнини, але загиблого 1577 р. від шведського ядра при облозі Ревеля.
Р. Г. Скринніков пише: «Третю дружину, Олену Шереметьєва, царевич, можливо, вибрав сам: царю рід Шереметєвих був противний. Один з дядьків царівни Олени (Микита, 1563 г.) був страчений за царським указом, інший, якого цар називав „Бісовим сином“, потрапив в монастир (Іван Великий, 1569 г.). Батька Олени цар всенародно звинуватив в зрадницьких зносинах з кримським ханом. Єдиний уцілілий дядько царівни потрапив в полон до поляків і, як доносили російські гінці, не тільки присягнув на вірність королю, але і подав йому зрадницьку пораду нанести удар по Великим лукам. Боярська „зрада“ знову в який вже раз вповзла до царського дому».
О. О. Зімін з цього приводу додає: «Якщо її батько користувався прихильністю Грозного, то його брати викликали у нього почуття неприхованого роздратування. До того ж дядько Олени окольничий Федір в 1579 р потрапив в полон, де, за чутками, присягнув на вірність Баторію». Як повідомляють історики, на наступний рік Олена завагітніла — це був перший раз для її чоловіка, він хвилювався, передчуваючи можливість, нарешті, дочекатися на світ спадкоємця. Уже після смерті царевича Олена, також як попередні дружини була пострижена в черниці, і отримала від государя у вотчину місто Лух та волость Створив. На відміну від Євдокії Сабуровой і Параскеви Солової, засланих в далекий суздальський монастир, Олена Шереметьєва перебувала в московському Новодівичому монастирі в більш почесних умовах, як вдова-«цариця».
За найбільш популярною версією, саме третя дружина царевича Івана стала причиною сварки 9 листопада 1581 в Александрової слободі між Іваном Грозним і його старшим сином — в гніві важкий на руку батько вдарив Івана Івановича вістрям палиці в скроню.

## Версії трагічної смерті царевича
За однією з найбільш популярних версій, Іван Іванович був смертельно поранений металевим предметом (ймовірно — палицею) в груди або в скроню. Удар йому, нібито, в пориві гніву завдав батько, в Олександрівській слободі, 19 листопада 1581 року. За версією легата Антоніо Поссевіно, царевич застав батька при побитті своєї третьої дружини, яка була вагітною, і мав намір стати цьому на заваді. Версія смерті царевича від удару палицею батька була прийнята багатьма російськими істориками, в тому числі і Миколою Карамзіним. Відома картина Іллі Рєпіна «Іван Грозний і його син Іван 16 листопада 1581 року» (варіанта з «вбивством» в назві ніколи не було), однак, не зміцнила, а навпаки, похитнула точку зору сучасних їй істориків.
Закінчивши в 1885 році картину, авторитетний передвижник, як йому здавалося, поставив крапку в боротьбі джерел та версій. Однак, під тиском патріотичної громадськості, вперше в Росії цензуру поширили на художній твір, прибравши його з Третьяковської галереї. Одним з аргументів на користь «алібі» царя був той факт, що за багатьма документами, сварка батька і сина сталася 14 або 16 листопада, а царевич помер лише через декілька днів. Таким чином, Грозний його аж ніяк вбити не міг — в гіршому випадку, смертельно поранив. Або Іван Іванович взагалі помер від загострення в результаті стресу хвороб, бо «з дитинства був хворобливим хлопчиком». Таким чином, в обох випадках реконструкція Рєпіна недостовірна — на цій підставі її і сьогодні дехто закликає відправити у запасники.
Третю, альтернативну версію подій, висловлену ще в 1903 р. Н. П. Лихачовим, сьогодні в колах істориків прийнято вважати найбільш імовірною. Академік прийшов до висновку, що Іван Іванович помер після 11-денної хвороби, яка спочатку не здавалася небезпечною. Несподіване тому підтвердження з'явилося в 60-х рр. минулого століття, під час проведення робіт в Архангельському соборі Московського Кремля, коли було розкрито усипальницю Івана Грозного та обох царевичів.
Дослідивши в 1969 році останки вінценосних осіб, експерти встановили, що вміст у них миш'яку і свинцю в кілька разів перевищує норму, а вміст ртуті — в 32 рази. Пояснити це тим, що в XVI столітті ртуть, миш'як і свинець входили до складу багатьох ліків, не представляється можливим: доза аж надто велика. Характерно, що в останках всіх історичних діячів було знайдено приблизно рівну кількість миш'яку, а ось надлишок ртуті виявився лише у Івана Грозного і його старшого спадкоємця.
«Адвокати» Грозного наводять також численні свідчення глибокої скорботи Івана Васильовича від втрати коханого спадкоємця, резонно зауважуючи, що з усіх свідоцтв вбивства царем свого сина на це прямо вказують тільки листи іноземних послів, яких складно назвати симпатиками Івана IV. Той самий папський легат Поссевіно намагався переконати царя приєднатися до Флорентійської унії на шкоду інтересам Російської держави, тож отримавши відмову, він міг дещо «згустити фарби».

### Cui prodest, cui bono?
Якщо приймати версію щодо отруєння царевича (а не вбивства його власним батьком, який, скорш за все, у 1584 р. вже помер), слід визначитися, хто за цим мав би стояти. Проте варіантів тут вкрай небагато, а саме: два. По-перше, це все той же Симеон Бекбулатович, який усунув його з престолу. По-друге — це знову ж таки Романови, яки продовжили у наступні роки розчищати собі шлях до трону. Справжніх Рюріковичів, спадкоємців по крові, на цьому шляху вже майже не залишилося.

### Версія щодо «чотирьох царів замість одного»
Теорія, згідно якій залученими Романовими у XVIII ст. істориками був не зовсім коректно визначений час правління Івана IV виглядає досить екзотично. Наприклад, за версією авторів «Нової хронології», у більше, ніж півстоліття його перебування на престолі «сховали» близько чотирьох періодів царювання різних вінценосних осіб:
- власно царя Івана IV Грозного (1533—1553)
- царевича Дмитра Івановича (1553—1563)
- царевича Івана Івановича (1563—1575, фактично — до 1572)
- царя Семена Бекбулатовича (1575—1584)[27]

На користь цієї версії буцімто свідчить не тільки потрійне «зречення від престолу» з боку Івана Грозного (відповідно, у 1553, 1563 та 1575 рр.), але й відомості про його тяжкий «вогненний недуг». Як повідомляли численні сучасники базилевса, у 1553 році цар опинився «на волосок від смерті»: він марив, перестав впізнавати близьких людей. Кончини його чекали з дня на день. Увечері 11 березня 1553 року ближні бояри присягнули на вірність спадкоємцю престолу грудному немовляті Дмитру".
За гіпотезоюю авторів «Нової хронології» (яких, втім, неодноразово критикували за псевдонауковість), насправді Іван IV може і не помер, але, безперечно, сильно захворів, відійшовши від справ. Є також досить цікава версія щодо перетворення набожного літнього царя після хвороби на юродивого, якого всі знають як Василя «Нагого» (Блаженного). Між тим, замість Івана Васильовича партія родичів його дружини Анастасії Захар'їной-Юр'євой (надалі — Романови) звела на престол малолітнього царевича Дмитра.

## Відео
- Иван Грозный — четыре царя Грозной эпохи
- КОГДА ПРИДУМАЛИ РУССКУЮ ИСТОРИЮ? Почему нас лишили истории
- Оболганный Иван IV и Антихрист Петр I. Дмитрий Белоусов